# تمارا غوميز غاريدو
تمارا غوميز غاريدو (بالإسبانية: Tamara Gómez Garrido)‏ هي تريثلت إسبانية، ولدت في 1991 في إلش في إسبانيا.

## وصلات خارجية
- تمارا غوميز غاريدو على موقع اتحاد الترياتلون الدولي (الإنجليزية)
- تمارا غوميز غاريدو على موقع IAT Triathlon Database (الإنجليزية)